# 大戟山
大戟山，位于中华人民共和国浙江省东北部舟山群岛崎岖列岛中的一座岛屿，隶属于浙江省嵊泗县洋山镇管辖。大戟山地处杭州湾与长江口交汇处，距大陆最近点20.8千米。岛屿呈卵形，长420米，宽220米，海岸线长1.23千米，陆地面积0.088平方千米，最高点海拔77.9米。岛上的大戟山灯塔，始建于1869年，是出入长江口的重要导航设施。1978年岛上建设了海洋环境监测站。岛上无常住居民。